# Rhodotarache roseofusca
Rhodotarache roseofusca är en fjärilsart som beskrevs av W. Warren 1914. Rhodotarache roseofusca ingår i släktet Rhodotarache och familjen nattflyn. Inga underarter finns listade.